# Vladivoj (jméno)
Vladivoj je mužské křestní jméno českého původu. Vykládá se jako „vládce, velitel voje, vojska“.
Podle staršího kalendáře má svátek 3. března.

## Vladivoj v jiných jazycích
- Slovensky, srbsky: Vladivoj
- Polsky: Władywoj

## Známí nositelé jména
- Vladivoj – český kníže v letech 1002–1003
- Václav Vladivoj Tomek – český historik, politik a pedagog druhé poloviny 19. století
- Vladivoj Tomek – skaut a protikomunistický odbojář popravený 1960